# Trachys troglodytiformis
Trachys troglodytiformis ist ein Käfer aus der Familie der Prachtkäfer und der Unterfamilie Agrilinae. Die artenreiche Gattung Trachys ist weltweit mit etwa 550 Arten vertreten, für Europa zählt die Fauna Europaea 19 Arten auf, die Art Trachys troglodytiformis tritt in zwei Unterarten auf.

## Bemerkungen zum Namen
| |                                                                                            |
| Abb. 1: links Seite, Mitte Frontalansicht, rechts Unterseite                                              |                                                                                            |
| |                                                                                            |
| Abb. 2: Teilaufsicht Hinterleib, Pfeil- spitze je auf prägnante Rinne am Außenrand des 2. bis 5. Sternits | Abb. 3: Prosternum, beim Pro- sternalfortsatz Hinterrand gelb, Seitenrand grün nachgezogen |
| |                                                                                            |
| Abb. 4: Aufsicht, rechts Vergrößerung der Hinterkralle mit Pfeil auf Zahn                                 |                                                                                            |

Die Namensgebung der Art ist verwirrend und wurde mehrfach geändert. Eine erste Beschreibung des Käfers erfolgt 1787 durch Fabricius unter dem Namen Buprestis pygmaea. Der Namensteil pygmaea deutet auf die Kleinheit des Käfers hin. 1801 stellt Fabricius die Gattung Trachys auf. Der Gattungsname ist von altgriechisch τραχύς trachýs, deutsch ‚rau‘, abgeleitet und bezieht sich darauf, dass die Flügeldecken der betrachteten Tiere behaart waren. Der deutsche Name für die Gattung ist Zwergprachtkäfer. Leider wird der Name Trachys von einigen Autoren dem männlichen Geschlecht, von anderen dem weiblichen Geschlecht zugerechnet, so dass die Art charakterisierenden Namensteile entsprechend in männlicher oder weiblicher Form gebraucht werden. In dem frühen Standardwerk Fauna Germanica von Edmund Reitter von 1911 heißt der Käfer Trachys pygmaea Fbr.
1805 beschreibt Laurentio Ponza den Käfer unter dem Namen Buprestis corusca. Der Namensteil corusca (lat.) bedeutet schimmernd. Bei dem von Ponza beschriebenen Exemplar sind die Flügeldecken nicht blau, sondern schimmern grünlich. In dem Standardwerk Freude-Harde-Lohse ist der Käfer ursprünglich unter dem Namen Trachys coruscus Ponza geführt. Zwei Synonyme pygmaeuas F. und fabricii Schaef. sind geklammert.
Der heute übliche Artname troglodytiformis geht auf Jan Obenberger zurück. Dieser veröffentlichte 1918, dass im westlichen Verbreitungsgebiet des von Fabricius beschriebenen Käfers pygmaea eine etwas schlankere Form vorherrsche, die an die Art Trachys troglodytis erinnere. Er nannte diese Form deswegen Trachys troglodytiformis. (Trogloditis ist aus dem Griechischen abgeleitet und heißt Höhlenbewohner in Anspielung darauf, dass der Käfer in Blättern miniert). Im dritten Supplementband zu Freude-Harde-Lohse wird vermerkt, dass Trachys coruscus Ponza in Trachys troglodytiformis Obenberger zu ändern sei.
Auf Grund seiner Wirtspflanzen werden auch die deutschen Namen Malven-Prachtkäfer und Malven-Kleinprachtkäfer benutzt, außerdem findet man den Namen Goldhalsiger Klein-Prachtkäfer.

## Beschreibung des Käfers
Der nur 2,2 bis 3,8 Millimeter lange Käfer ist breit oval. Er ist über der Flügeldeckenbasis deutlich längs und quer gewölbt, über der Fläche der Flügeldecken jedoch abgeflacht. Er ist deutlich zweifarbig. Kopf und Halsschild sind gelbkupfrig (Abb. 1 links) oder rotkupfrig (Abb. 1 Mitte) und stark glänzend, die Flügeldecken bläulich oder grünlich. Die Unterseite ist dunkel erzfarben (Abb. 1 rechts). Schwarze Exemplare tragen auf der Stirn oder der Körperseite einen feurigen oder purpurnen Glanz. Die Käfer können sehr kurz und zerstreut behaart sein.
Der Kopf steht senkrecht zur Körperachse. Die ersten beiden Glieder des dünnen und kurzen Fühlers sind verdickt. Das dritte bis sechste Glied ist kegelförmig, das siebte bis elfte Glied ist dreieckig erweitert und bildet eine fünfgliedrige Keule. Der Kopf ist schwach punktiert und auf der Stirn schwach längs flach eingedrückt. Dieser Eindruck setzt sich jedoch nicht über den Scheitel fort, der Scheitel ist schwach quer gewölbt. Die Augen sind groß und nicht hervorstehend. Am Innenrand der Augen befindet sich vor der Einlenkungsstelle der Fühler je in Grübchen.
Der Halsschild ist viel breiter als lang. Er ist nach vorn stark verengt. Längs der Mitte trägt er eine Furche (im Taxobild und in Abb. 1 links deutlich sichtbar). Er ist längs und quer deutlich gewölbt. Im Zentrum ist er fast glatt, seitlich durch gedrängt liegende hufeisenförmige Eindrücke gerunzelt (in Abb. 4 bei voller Auflösung gut erkennbar).
Das Schildchen ist punktförmig.
Die Flügeldecken sind nur wenig länger als zusammen breit. Sie sind an der Schulterbeule am breitesten, die Schulterbeule ist jedoch nicht als vorspringender Höcker ausgebildet. Die Flügeldecken enden gemeinsam abgerundet, nicht einzeln zugespitzt. Sie sind grob, flach und nicht dicht punktiert. Die Punkte stehen stellenweise in Reihe. Die Flügeldecken tragen höchstens ansatzweise Haarbinden (in Abb. 4 zwei am Flügeldeckenende).
Das zweite bis fünfte Hinterleibssternit trägt am Seiten- bzw. Hinterrand eine sehr deutliche, tiefe Rinne (Pfeilspitzen in Abb. 2).
Die Prosternalplatte ist an der Basis verbreitert (in Abb. 3 gelb nachgezeichnet), seitlich (in Abb. 3 grün nachgezeichnet) kaum eingeschnürt. Das letzte Sternit ist mehr oder weniger deutlich eingeschnitten.
Die Tarsen sind alle fünfgliedrig. Die Klauen sind an der Basis breit gezähnt (in Abb. 4 rechts).

### Biologie
Die Larve miniert ausschließlich in Blättern von Malvengewächsen (Wilde Malve, Kleinblütige Malve, Gewöhnliche Stockrose, Rauer Eibisch, Echter Eibisch, Hanfblättriger Eibisch, verschiedene Strauchpappeln). Die Käfer legen die Eier besonders an südlich exponierte Pflanzen an trocken-heißen Standorten ab, wobei sie an den Pflanzen noch durch Aufheizungseffekte besonders warme Bereiche nutzen. Es werden sowohl die Blattoberseite als auch die Blattunterseite zur Eiablage benutzt. Die Larve frisst nach dem Schlüpfen flächenmäßig das Parenchym zwischen Oberhaut und Unterhaut des Blattes, wodurch bleiche Flecken (Platzminen) entstehen. Wie bei den anderen Arten der Gattung Trachys findet man zum Beginn der Minen jeweils einen kleinen schwarzen lackfarbenen Fleck, den Rest der Eischale. Man findet die Käfer zwar auch an anderen Pflanzen, sie entwickeln sich jedoch nur in Malvengewächsen.
In der Provence erscheinen überwinterte Tiere bereits Anfang April zur Kopulation und zur Eiablage auf den Wirtspflanzen. Bereits um den 10. Mai sind Larven sichtbar. Sie entwickeln sich in zwei bis drei Wochen und häuten sich dabei vier Mal. Die erwachsenen Larven werden ungefähr sechs Millimeter lang. Die Verpuppung beginnt Ende Mai. Die Puppenruhe dauert neun bis zehn Tage. Die Imagines der ersten Generation erscheinen Anfang Juni. In einem Jahr werden mindestens drei Generationen hervorgebracht und man kann noch im Dezember Käfer finden. Die Tiere der letzten Generation überwintern unter Steinen, Moos oder in der Bodenstreu.

## Verbreitung
Die Art ist um das gesamte Mittelmeer verbreitet (holomediterran) und kommt nördlich bis in Tschechien vor. In Deutschland gibt es aktuelle Vorkommen an der Mosel und ältere Belege aus Thüringen. Das Vorkommen in Deutschland ist reliktär und kann als stark gefährdet betrachtet werden. Der Käfer fehlt in Großbritannien, Dänemark und Skandinavien. Östlich findet man ihn bis zum Kaukasus. Laut ITIS ist die Art in den USA eingeführt.